# Сигналы побудки (сборник)
«Сигналы побудки» (англ. Taps at Reveille) — четвёртый и последний прижизненный сборник произведений американского писателя Фрэнсиса Скотта Фицджеральда, впервые опубликованный в 1935 года издательством Scribner’s. Сборник состоит из 18 рассказов, независимо друг от друга опубликованных с 1927 по 1935 год в таких журналах, как The Saturday Evening Post, Esquire и The American Mercury.

## Содержание сборника
| №  | Название                | Оригинальное название             | Первая публикация                             | Прим. |
| -- | ----------------------- | --------------------------------- | --------------------------------------------- | --- |
| 1  | Собиратель компромата   | The Scandal Detectives            | 1928, 28 апреля — The Saturday Evening Post   | Другое название «Охотники за скандалами»                                                                          |
| 2  | Заносчивый новичок      | The Freshest Boy                  | 1928, 28 июля — The Saturday Evening Post     | Другие названия: - «Бэзил, новичок» - «Бэзил, неисправимый хулиган» - «Самый дерзкий парень» - «Наглый мальчишка» |
| 3  | Что он о себе возомнил? | He Thinks He’s Wonderful          | 1928, 29 сентября — The Saturday Evening Post | Другое название «Он думает, что он — просто чудо!»                                                                |
| 4  | Пойманная тень          | The Captured Shadow               | 1928, 29 декабря — The Saturday Evening Post  | Другое название «Тень пленённая»                                                                                  |
| 5  | Безупречная жизнь       | The Perfect Life                  | 1929, 5 января — The Saturday Evening Post    | |
| 6  | Первая кровь            | First Blood                       | 1930, 5 апреля — The Saturday Evening Post    | |
| 7  | Тихое местечко          | A Nice Quiet Place                | 1930, 31 мая — The Saturday Evening Post      | Другое название «Тихое и приятное место»                                                                          |
| 8  | Женщина с прошлым       | A Woman with a Past               | 1930, 6 сентября — The Saturday Evening Post  | Другое название «Жозефина, женщина с прошлым»                                                                     |
| 9  | Сумасшедшее воскресенье | Crazy Sunday                      | 1932, октябрь — The American Mercury          | Другое название «Безумное воскресенье»                                                                            |
| 10 | Две вины                | Two Wrongs                        | 1930, 18 января — The Saturday Evening Post   | |
| 11 | Ночь при Чанселорсвилле | The Night before Chancellorsville | 1935, февраль — Esquire                       | Другие названия: - «Ночь у Ченселорсвилля» - «Ночь у Ченслорсвилля» - «The Night of Chancellorsville»             |
| 12 | Последняя красавица Юга | The Last of the Belles            | 1929, 2 марта — The Saturday Evening Post     | Другое название «Последняя южная красавица»                                                                       |
| 13 | Величество              | Majesty                           | 1929, 13 июля — The Saturday Evening Post     | |
| 14 | Семья на ветру          | Family in the Wind                | 1932, 4 июня — The Saturday Evening Post      | Другие названия: - «Люди и ветер» - «Семья против ветра»                                                          |
| 15 | Короткий визит домой    | A Short Trip Home                 | 1927, 17 декабря — The Saturday Evening Post  | Другие названия: - «Короткая поездка домой» - «Каникулы дома»                                                     |
| 16 | Интерн                  | One Interne                       | 1932, 5 ноября — The Saturday Evening Post    | |
| 17 | Изверг                  | The Fiend                         | 1935, январь — Esquire                        | Другое название «Изувер»                                                                                          |
| 18 | Возвращение в Вавилон   | Babylon Revisited                 | 1931, 21 февраля — The Saturday Evening Post  | Другие названия: - «Опять Вавилон» - «Опять в Вавилоне» - «Снова в Вавилоне»                                      |

## Публикация
Сборник «Сигналы побудки» был опубликован 10 марта 1935 года и посвящался Гарольду Оберу, агенту Фицджеральда. Также, как и предыдущие сборники, этот был приурочен к последнему на момент публикации роману, в данном случае — «Ночь нежна» (1934).

## Экранизации
- В 1954 году по мотивам сценария «Космополит», основанного на рассказе «Возвращение в Вавилон», был снят фильм «The Last Time I Saw Paris[англ.]»
- В 1974 году по мотивам рассказа «Последняя красавица Юга» был снят биографический телефильм «F. Scott Fitzgerald and "The Last of the Belles"[англ.]».

## Издания на русском языке
Некоторые рассказы из сборника начали издаваться на русском языке в разных изданиях с 1969 года, но полностью сборник был опубликован один раз в 2018 году издательством «Азбука-Аттикус».